# Žalioji giria
Žalioji giria este o arie protejată (sit de importanță comunitară — SCI) din Lituania întinsă pe o suprafață de 33.870 ha, integral pe uscat.

## Localizare
Centrul sitului Žalioji giria este situat la coordonatele 55°50′03″N 24°33′36″E / 55.8342°N 24.56°E.

## Înființare
Situl Žalioji giria a fost declarat sit de importanță comunitară în mai 2005 pentru a proteja 1 specie de plante și 2 specii de animale.

## Biodiversitate
Situată în ecoregiunea boreală, aria protejată conține 16 habitate naturale: Lacuri eutrofice naturale cu vegetație de tip Magnopotamion sau Hydrocharition, Formațiuni ierboase bogate în specii de Nardus, dezvoltate pe substraturi silicioase în zone montane (și în zone submontane, în Europa continentală), Pajiști fino-scandinave uscate până la mezice, bogate în specii de altitudine mică, Pajiști cu Molinia pe soluri calcaroase, turboase sau argilos-nămoloase (Molinion caeruleae), Pajiști aluvionare boreale nordice, Fânețe de joasă altitudine (Alopecurus pratensis, Sanguisorba officinalis), Turbării active, Mlaștini oligotrofe degradate, capabile încă de regenerare naturală, Izvoare fino-scandinave și mlaștini produse de izvoare bogate în minerale, Taiga vestică, Păduri caducifoliate bătrâne naturale hemiboreale fino-scandinave (Quercus, Tilia, Acer, Fraxinus sau Ulmus) bogate în specii epifite, Păduri fino-scandinave bogate în ierburi cu Picea abies, Pășuni din zone de pădure fino-scandinave, Păduri caducifoliate de mlaștină fino-scandinave, Mlaștini împădurite, Păduri aluvionare cu Alnus glutinosa și Fraxinus excelsior (Alno-Padion, Alnion incanae, Salicion albae).
La baza desemnării sitului se află mai multe specii protejate:
- plante (1): dedițelul (Pulsatilla patens)
- mamifere (1): râs eurasiatic (Lynx lynx)
- nevertebrate (1): fluturele purpuriu (Lycaena dispar)